# Sárazsadány
Sárazsadány là một thị trấn thuộc hạt Borsod-Abaúj-Zemplén, Hungary. Thị trấn này có diện tích 15,33 km², dân số năm 2010 là 251 người, mật độ 16 người/km².